# Archaeothyris florensis
L'archeotiride (Archaeothyris florensis) era un piccolo tetrapode vissuto nel Carbonifero superiore (circa 320 milioni di anni fa), i cui fossili sono stati rinvenuti in Nuova Scozia.

## Una "lucertola" antenata dei mammiferi
Questo animale, dall'aspetto molto simile a quello di una grossa lucertola, era contemporaneo ai primi rettili protorotirididi come Hylonomus e Anthracodromeus. Contrariamente a questi, però, l'archeotiride era di dimensioni ben maggiori e inoltre aveva sviluppato un tipo diverso di muscolatura delle mascelle, più potente, che andava a inserirsi in una "finestra" posta sul retro del cranio. Questa caratteristica permetteva un'apertura delle fauci più ampia che nei suoi contemporanei. In sostanza, per questa caratteristica l'archeotiride è considerato il primo sinapside conosciuto, e quindi un possibile antenato di tutti i mammiferi. In particolare, questo animale è classificato all'interno del gruppo dei pelicosauri, nella famiglia degli ofiacodontidi (Ophiacodontidae).

## Alberi come trappole
L'archeotiride era lungo circa 50 centimetri, e ciò lo rendeva uno dei più grossi predatori terrestri del suo habitat; con tutta probabilità tra le sue prede dovevano esserci anche i protorotirididi. I fossili di tutti questi animali sono stati rinvenuti in cavità di tronchi fossilizzati di alberi primitivi alti oltre trenta metri, come Sigillaria; da ciò si è potuto ricostruire l'ambiente nel quale questi primitivi tetrapodi si muovevano. L'habitat doveva essere simile a quello delle attuali Everglades floridane, con paludi e acque salmastre abitate da grandi anfibi. Probabilmente l'archeotiride e i protorotirididi vivevano sul terreno, e ogni tanto cadevano all'interno dei tronchi spezzati di Sigillaria e Lepidodendron, rimanendovi intrappolati fino a morire.